# Psoralea kraussiana
Psoralea kraussiana är en ärtväxtart som beskrevs av Meissner. Psoralea kraussiana ingår i släktet Psoralea och familjen ärtväxter. Inga underarter finns listade i Catalogue of Life.